# Видавничий відділ Православної Церкви України

Видавничий відділ Православної Церкви України

Видавничий відділ Православної Церкви України (далі — відділ) є окремою Синодальною установою Української православної церкви Київського патріархату.
Юридична адреса: Київ, 01001, вул. Пушкінська, 36

## Завдання
Основним завданням Відділу є організація та здійснення редакційно-видавничої діяльності УПЦ КП. Для виконання своїх завдань Відділ виконує такі функції:
- Задоволення потреби УПЦ Київського Патріархату в редакційно-видавничих і поліграфічних роботах.
- Формування видавничої політики з метою забезпечення УПЦ Київського Патріархату книгами Священного Писання, богословською, богослужбовою, просвітницькою й іншою літературою.
- Організація редагування і випуску літератури, необхідної для діяльності УПЦ Київського Патріархату.
- Контроль за богословським і літературним змістом видань і якістю їх художнього і технічного оформлення.
- Аналіз стану попиту на літературу, що випускається для зовнішнього користування, з метою забезпечення її конкурентноздатності, підвищення рентабельності і прибутковості видань.
- Виконання друкованих, брошуро-переплітних робіт з малотиражними та малооб'ємними виданнями.
- Укладання угод і оформлення замовлень на виконання різних поліграфічних і оформлювальних робіт сторонніми організаціями.
- Організація своєчасного оформлення видавничих угод з авторами і угод (контрактів) із зовнішніми редакторами, рецензентами, художниками й іншими особами, залученими до виконання робіт з видання літератури.
- Контроль:
  - за термінами представлення рукописів, підготовкою їх до набору;
  - за виконанням поліграфічними підприємствами графіків по набору, друку і виготовленню тиражу видань;
- Підготовка документів по розрахунках за роботи, виконані зовнішніми редакторами, рецензентами, художниками й іншими особами, а також поліграфічними організаціями.
- Затвердження номіналів і тиражів видань з урахуванням стану і перспектив розвитку ринків їхнього збуту.
- Розробка і проведення заходів щодо скорочення термінів проходження рукописів, ощадливій витраті коштів при виданні літератури, поліпшення якості поліграфічного виконання.
- Складання кошторису витрат на видавничо-редакційну діяльність.
- Визначення рентабельності виданої літератури.

## Структура
До видавничого відділу входять сектор додрукарської підготовки та редакційний комітет.
Сектор додрукарської підготовки здійснює переклади українською мовою творів Священного Писання, Священного Передання, богослужбової, богословської та іншої літератури; виконує форматування, редагування, правку матеріалів, комп'ютерний дизайн, виготовлення оригінал-макетів та художнє оформлення поліграфічної продукції.
Редакційний комітет виконує перевірку (цензуру) богослужбових, богословських та духовно-повчальних видань, які готуються до друку в Українській Православній Церкві Київського Патріархату щодо їхньої відповідності Священному Писанню, Священному Переданню і вченню Православної Церкви. Не потребують перевірки редакційного комітету богослужбові та інші видання, які до цього часу були надруковані з благословення Патріарха Київського і всієї Руси-України. Також не потребують перевірки видання, які відтворюють попередні видання, православність змісту яких не викликає сумніву і засвідчена загальним авторитетом.
Рішенням Священного Синоду УПЦ Київського Патріархату від 27 липня 2012 року (журнал № 23) головою Видавничого відділу Київської Патріархії призначений протоієрей Олександр Трофимлюк.